# Alessandro Ripellino
Alessandro Ripellino, född 2 maj 1957 i Rom, är en arkitekt SAR/MSA och legitimerad italiensk arkitekt som är verksam i Sverige sedan 1982. Ripellino har fått flera utmärkelser för sina verk, bland annat Årets Stockholmsbyggnad, Svensk Betongs arkitekturpris och Utmärkt Svensk Form. Han är utbildad vid Arkitekturfakulteten på universitet i Rom. Han driver sedan 2014 arkitektkontoret Alessandro Ripellino Arkitekter. Uppdragen sträcker sig från komplexa stadsbyggnadsprojekt och byggnadsprojekt till större inredningsprojekt och ljusdesign. Han drev tidigare Rosenbergs Arkitekter tillsammans med Inga Varg.
Ripellino är son till den italienska författaren Angelo Maria Ripellino och tjeckiskan Ela Hlochóva.

## Biografi
Under sina studier vid Università di Roma La Sapienza tilldelades Ripellino ett stipendium som gästforskare hos professor Bengt Hidemark vid KTH i Stockholm. När Ripellino sedan tagit sin examen i arkitektur och teknologi hos professor M.L. Anversa och L. Thermes i Rom återvände han till Sverige för att arbeta hos arkitekt Lennart Bergström . Efter tre år hos Bergström började Ripellino på Rosenberg & Stål Arkitektkontor där han blev delägare tillsammans med Inga Varg 1992, under firmanamnet Rosenbergs Arkitekter.
Ripellino startade egen verksamhet 2014 under namnet Alessandro Ripellino Arkitekter. Ripellino har bland annat varit ansvarig för byggnadsprojekt som SEB:s kontor i Arenastaden, Kajplats 6 vid Liljeholmskajen, Lindhagsskrapan (kv. Lusten), höghushotellet vid Stockholmsmässan Rica Talk Hotel, SEB:s kontorshus Bankhus 90, stadsutvecklingsprojekt som Västra city, och Täby park samt inredningsprojekt som Hotell Birger Jarl. 2018 vann Alessandro Ripellino Arkitekter tävlingen om Sveriges paviljong till världsutställningen Expo 2020 i Dubai. Han har även deltagit i ett flertal juryarbeten och föreläser om arkitektur och stadsutveckling.
Vid sidan av arkitektuppdragen är Ripellino även känd för sitt arbete med ljusdesign samt design av belysningsarmaturer och möbler.

### Utmärkelser
- 2022 Vinnare av Årets Stockholmsbyggnad för Kajplats 6, Liljeholmen
- 2021 Vinnare av Årets Byggnad i Sundbyberg för kvarteret Spiken 11 – 12
- 2012 nominerad till Årets Stockholmsbyggnad för Lindhagsskrapan
- 2012 nominerad till Svensk Betongs arkitekturpris för Lindhagsskrapan
- 2012 vinnare av International Galvanizing Awards för AE-Hallen, Stockholmsmässan
- 2008 tilldelas Glasbranschföreningen glaspris för Rica Talk Hotel
- 2006 tilldelas Stockholms läns hembygdsförbunds byggnadspris för Rica Talk Hotel
- 2006 tilldelas svenska, västsvenska och sydsvenska belysningssällskapens ljuspris för Rica Talk Hotel
- 1993 vinnare av Utmärkt Svensk Form för belysningsarmaturen Stockholmspendel.
- 1992 vinnare av Betongelementföreningens Arkitekturpris för SEB:s kontorshus Bankhus 90 i Rissne

### Verk i urval
- SEB kontorshus i Arenastaden, Solna
- Kajplats 6[3], projekt med bostäder i kvarters- och höghus vid Årstadalshamnen
- M15, pågående projekt i Marievik
- Lindhagsskrapan
- Täby Parkstad
- Västra city
- Stockholmsmässan i Älvsjö
- Rica Talk Hotel
- SEB:s kontorshus Bankhus 90 i Rissne
- Sveriges paviljong på Expo 2020

## Bilder, verk i urval

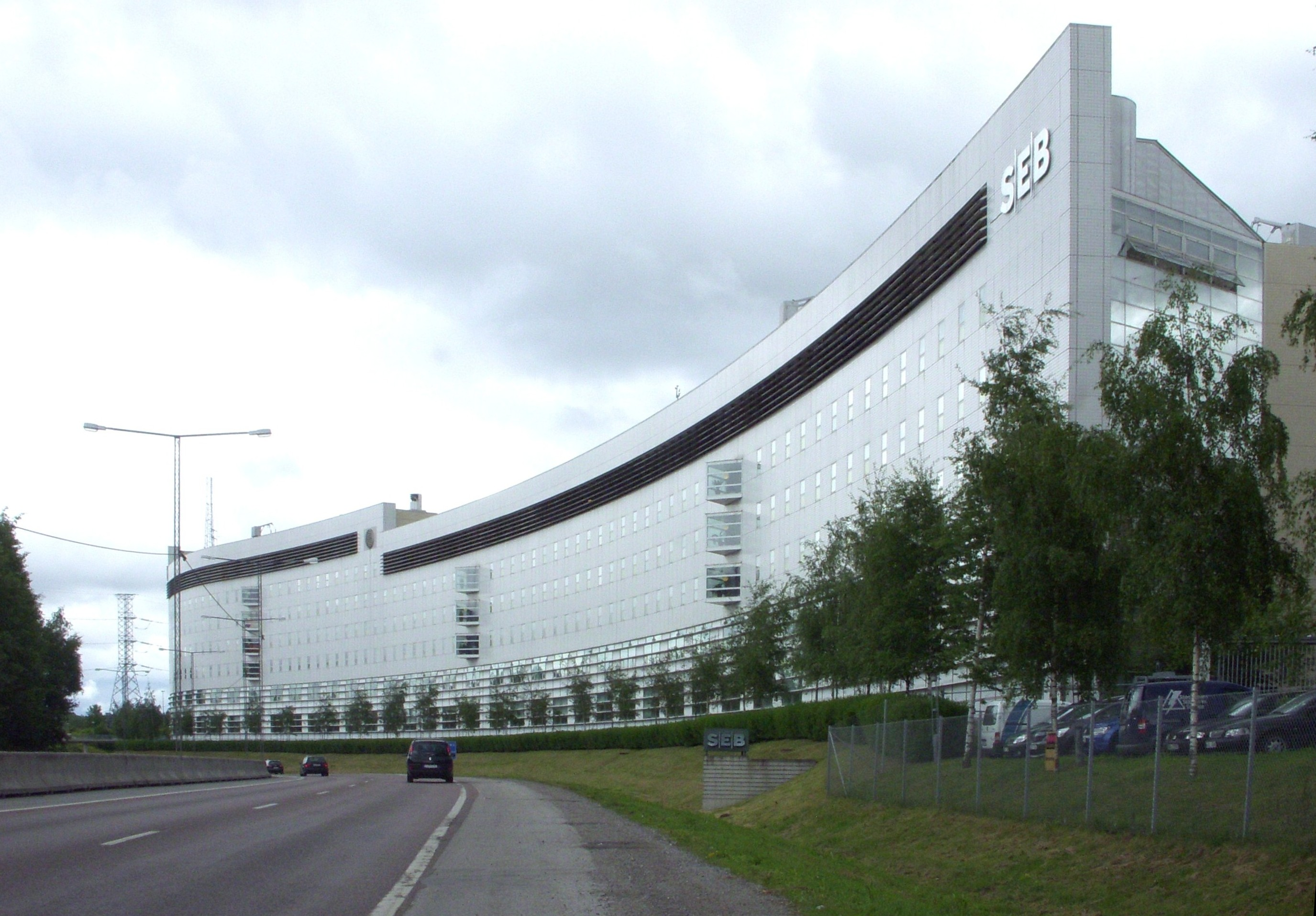
Bankhus 90
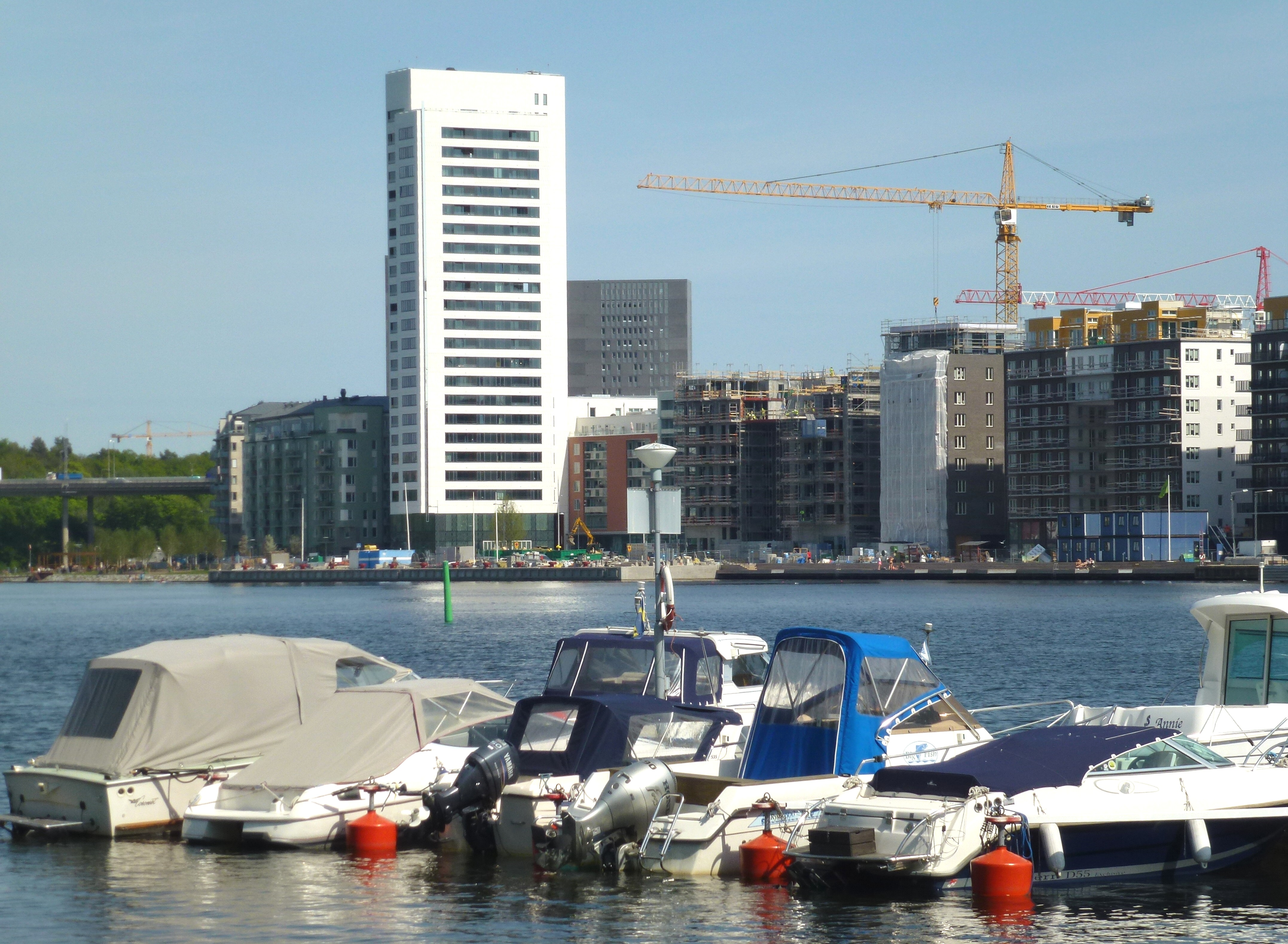
Lindhagsskrapan
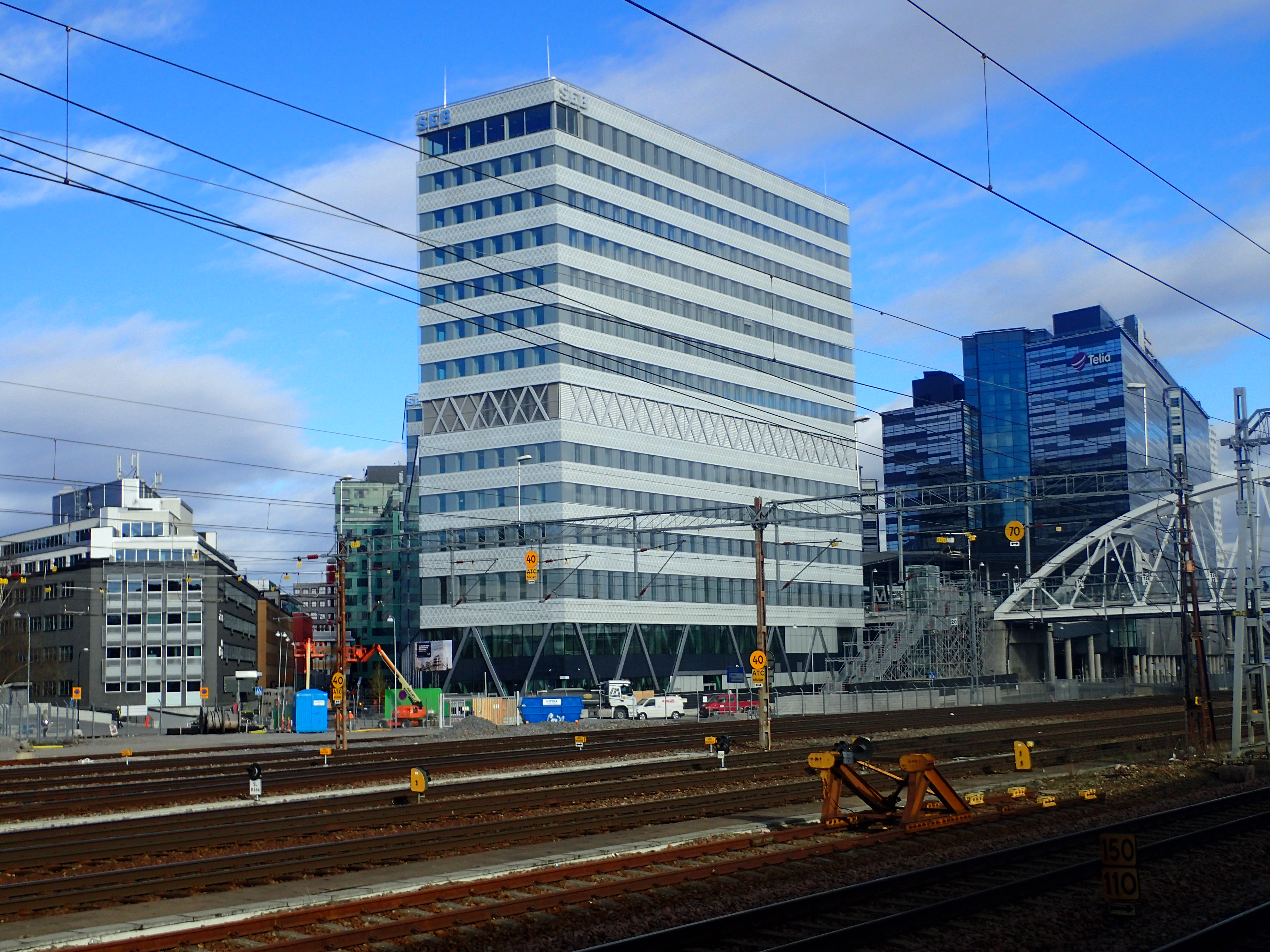
SEB, Arenastaden
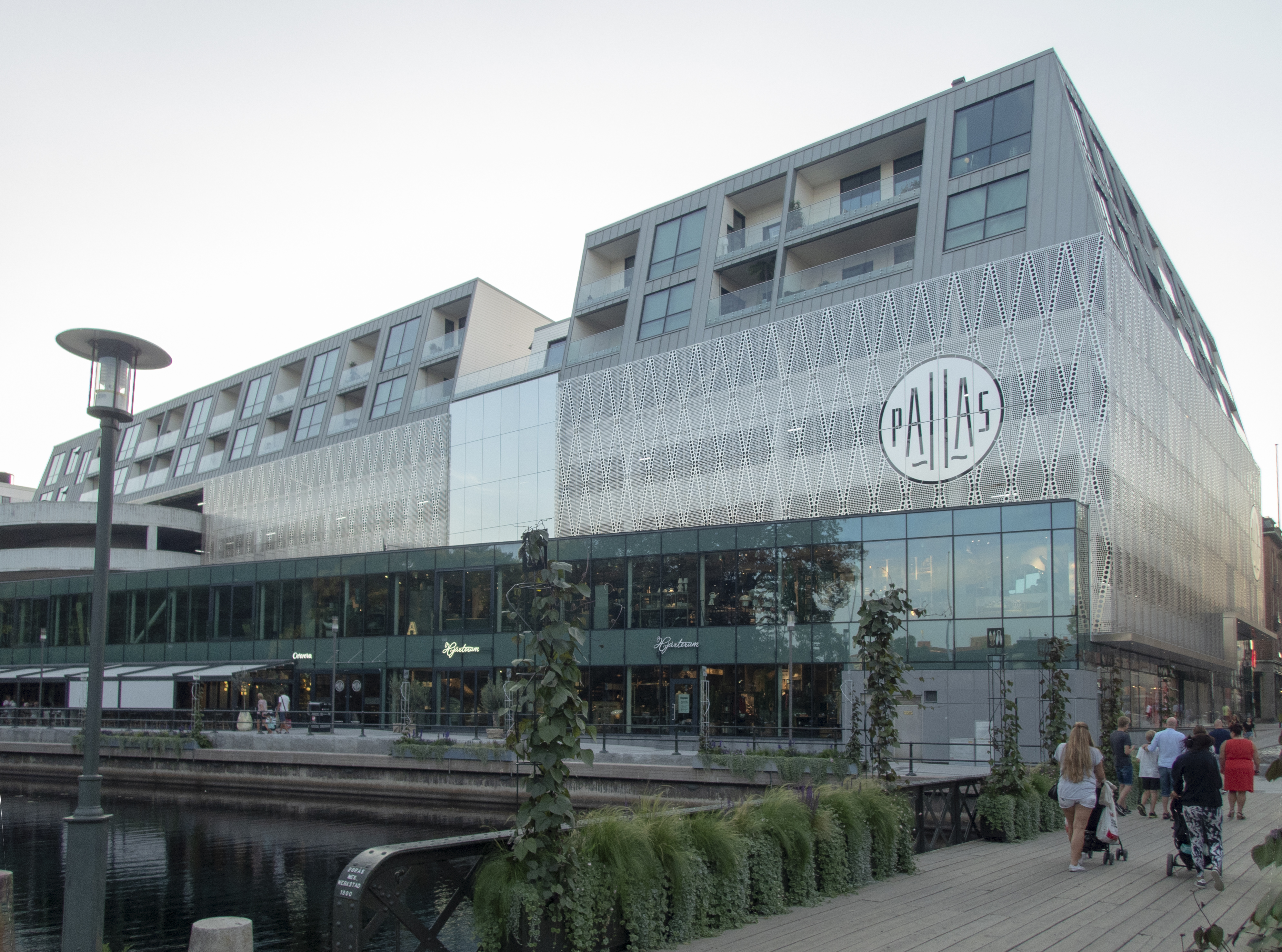
Pallas

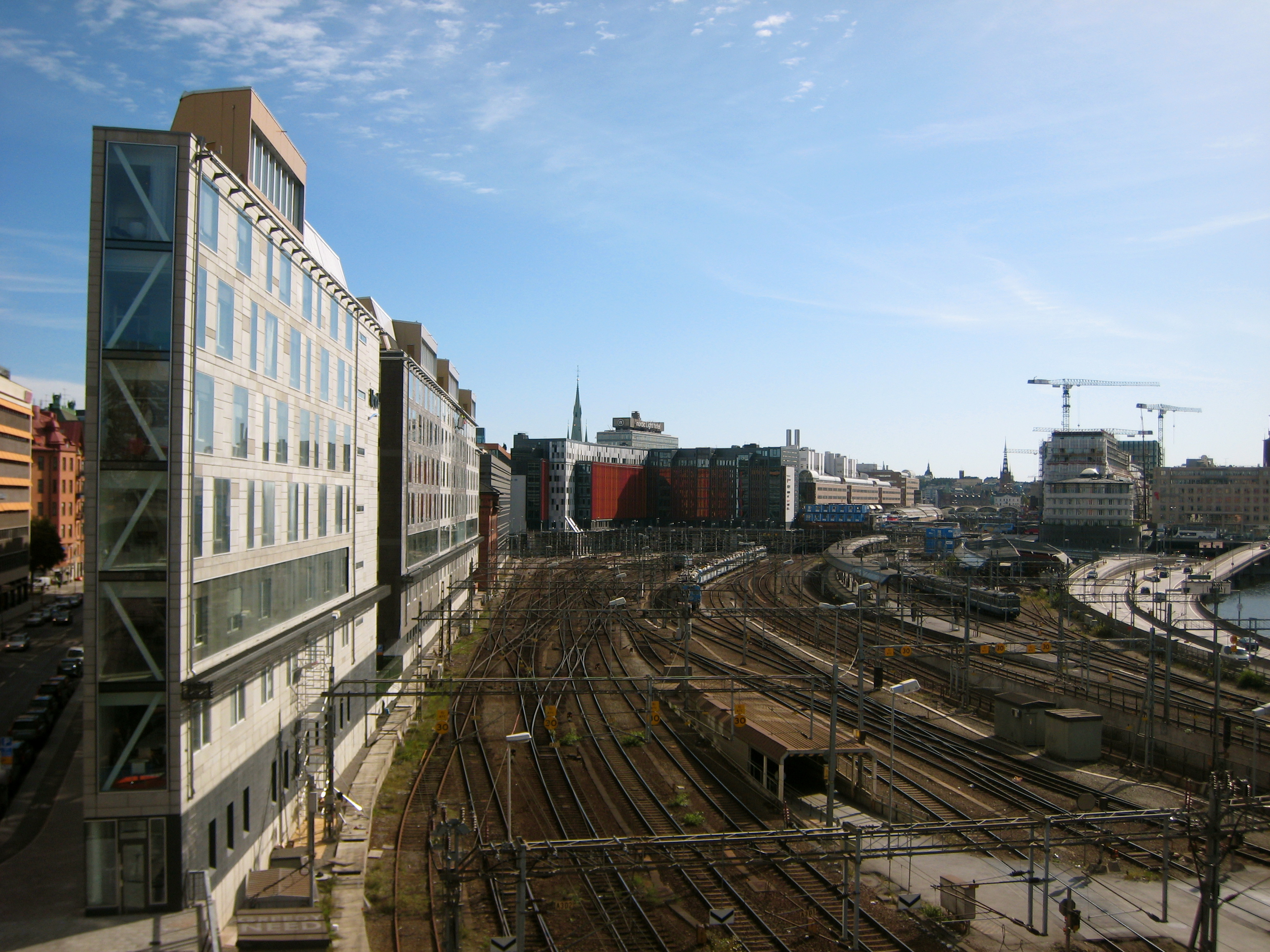
Flat Iron Building, Stockholm
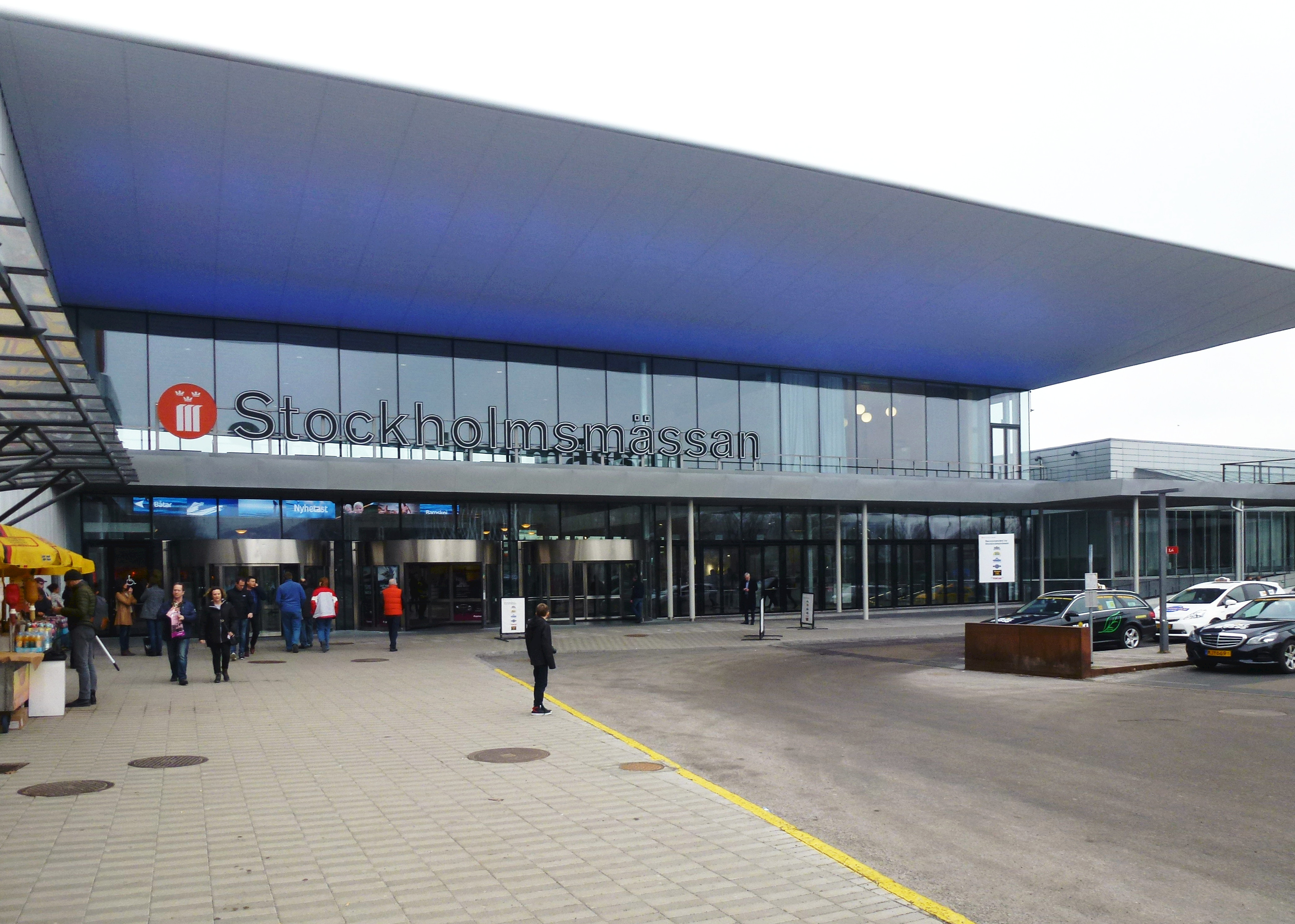
Stockholmsmässans entré
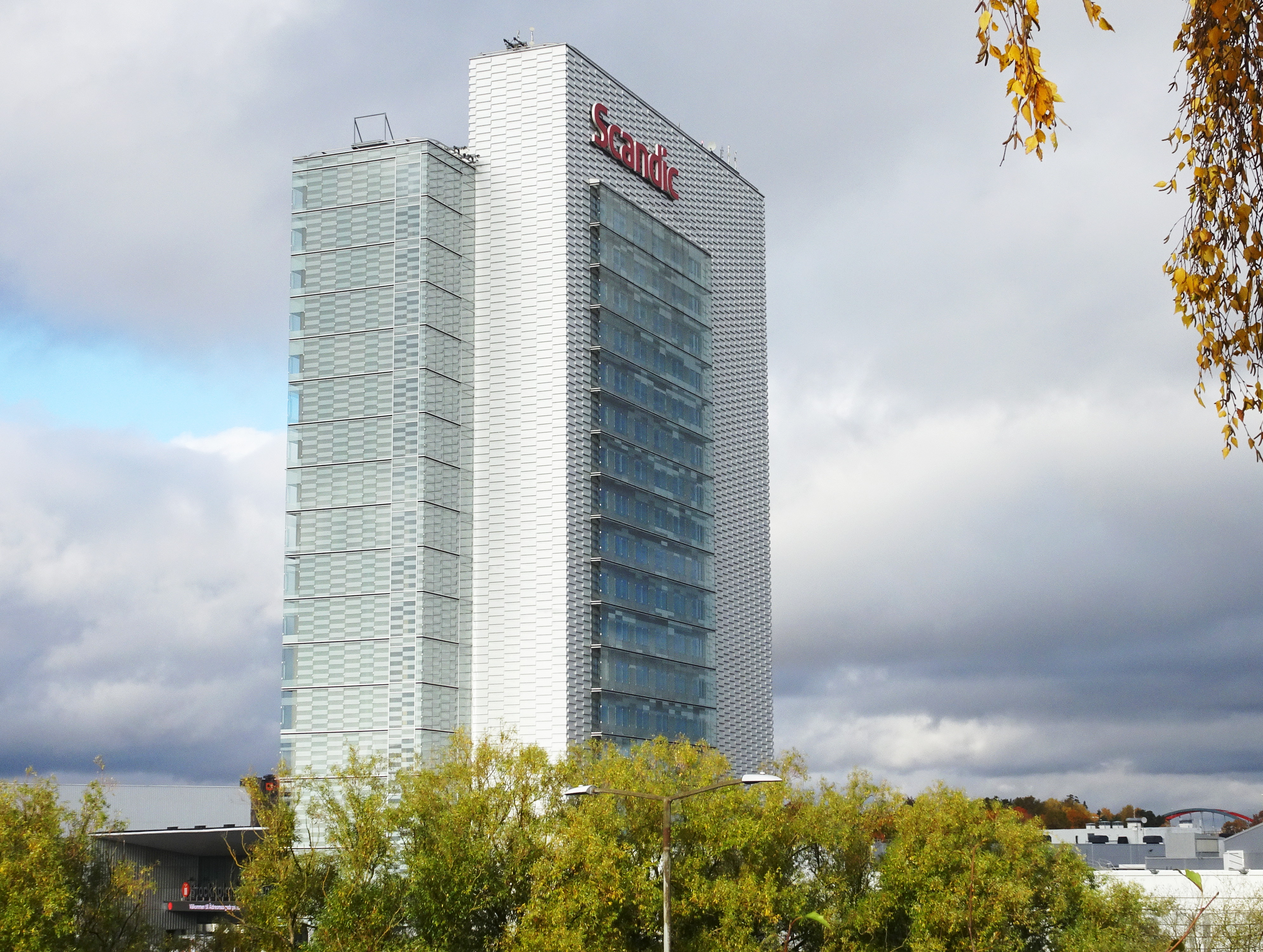
Rica Talk Hotel
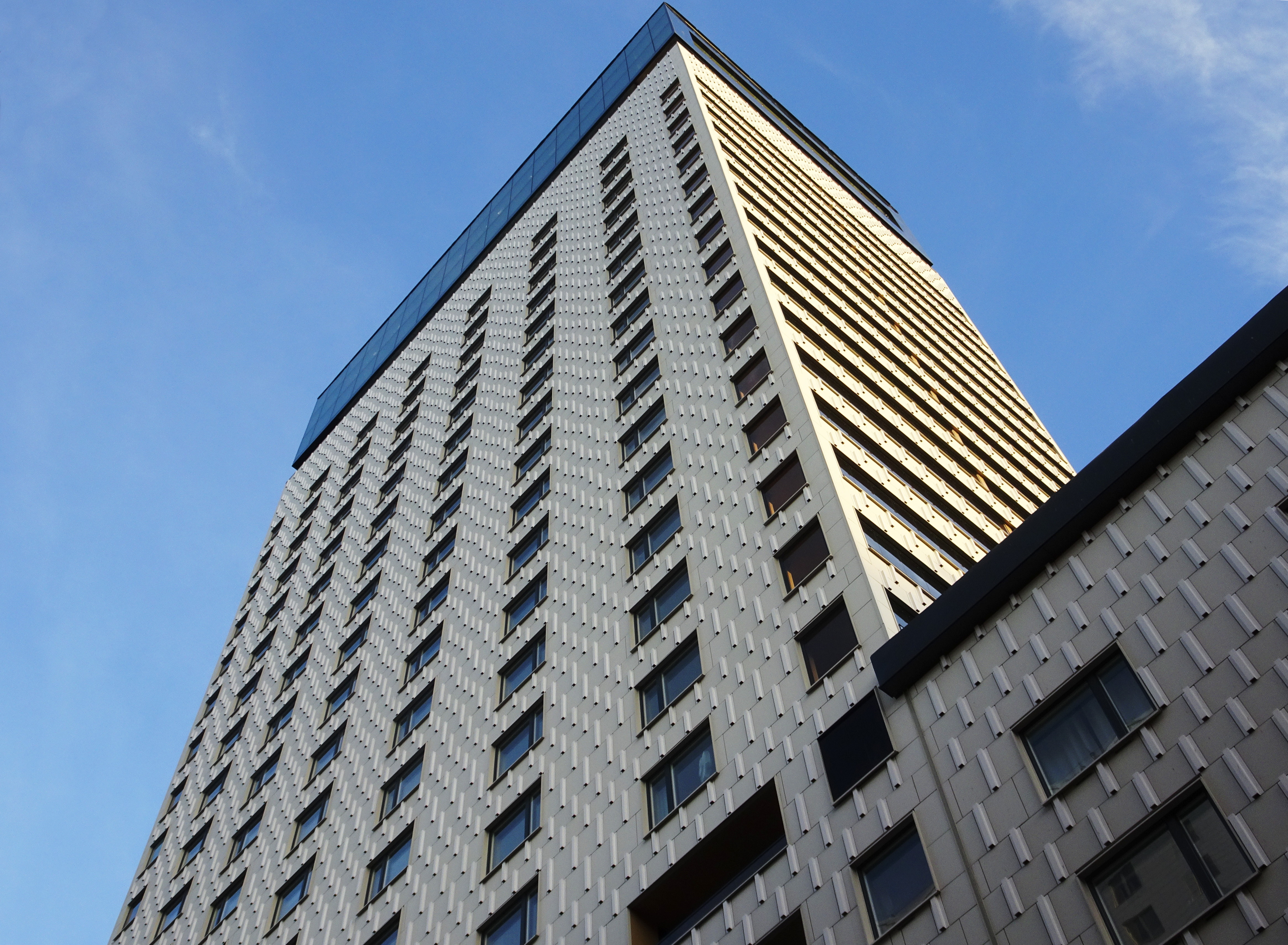
Kajplats 6